# Kasterlee
Kasterlee este o comună din regiunea Flandra din Belgia. Comuna este formată din localitățile Kasterlee, Lichtaart și Tielen. Suprafața totală a comunei este de 71,52 km². La 1 ianuarie 2008 comuna avea 18.053 locuitori. 
Kasterlee se învecinează cu comunele Vosselaar, Turnhout, Oud-Turnhout, Lille, Retie, Herentals, Olen și Geel.

## Localități înfrățite
- Statele Unite ale Americii: Fountain Hills, Arizona;
- Elveția: Plaffeien.

1. ↑  Totale oppervlakte volgens het Kadasterregister, België, gewesten en provincies (în neerlandeză), Algemene Directie Statistiek[*]